# E. Le Bourdais Du Rocher
E. Le Bourdais Du Rocher (Laval (Mayenne), País del Loira, 1830 - [...?]) fou un músic francès. Du Rocher gaudia d'una posició independent, cosa que li va permetre cultivar la música tan sols per afició i contribuí a l'educació i progrés de l'art en diverses províncies de l'Oest, associant a les societats filharmòniques de Mans, Laval i Rennes, organitzà i ordenà els seus concerts tenint cura ell mateix de la direcció.
Publicà unes 50 composicions per a cant i piano, i amb el nom de Della Rocca va escriure durant molts anys les crítiques i cròniques musicals del diari francès de Londres L'International.